# Anthus correndera
El bisbita correndera, cachirla de uña larga, cachirla común o bailarín chico (Anthus correndera) es una especie de ave paseriforme de la familia Motacillidae que habita en Argentina, Bolivia, Brasil, Chile, Paraguay, Perú, Uruguay, además de las islas Georgias del Sur, las islas Sandwich del Sur y las islas Malvinas.

## Descripción

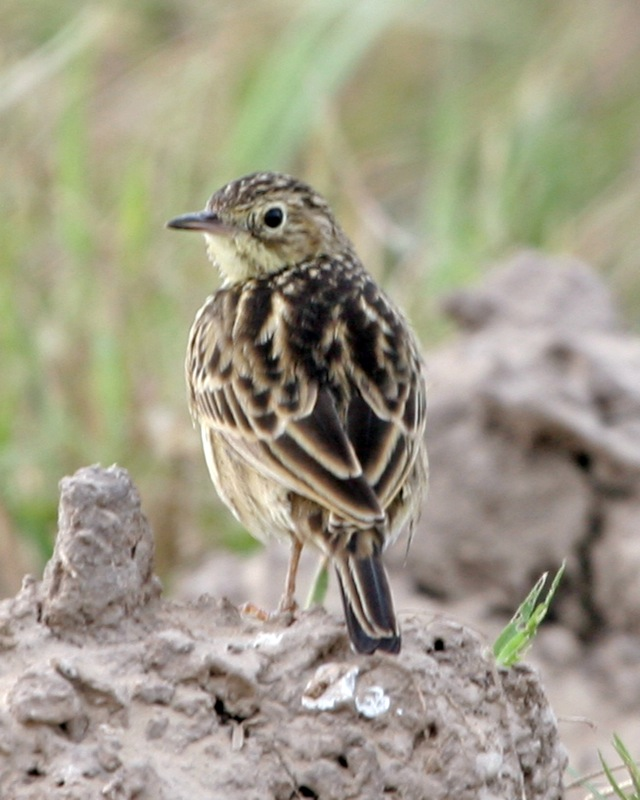
Anthus correndera

Es del tamaño de un Chincol, con un plumaje muy mimetizado con su entorno y la capacidad de andar y correr ágilmente por el suelo, el bailarín puede pasar muchas veces inadvertido. Su vuelo es rápido y ondulado, generalmente acompañado por un gorjeo de dos notas. Tiene uñas muy desarrolladas.

## Comportamiento
Durante la época de nidificación, los machos se elevan a una cierta altura para detenerse en el aire con unos aleteos similares a un "baile", y luego dejarse caer con pequeños planeos manteniendo las alas hacia arriba.

### Hábitat
Su hábitat natural son los prados, planicies o pastizales templados y subtropicales o prados y pasturas tropicales de grandes alturas. 

### Reproducción
Anidan en el suelo entre el pasto, de forma tan mimetizada que es poco probable encontrar un nido, más aún si se considera que el ave, al incubar, camina un largo trecho semi escondida antes de volar. Fabricado con los pastos de los alrededores y forrado con fibras, raíces y, a veces, crines de caballos pone en el nido de tres a cinco huevos los cuales pueden variar bastante de color entre marrón oliváceo, castaño leonado,[¿cuál?] gris ahumado y gris amarillento y con pintas apizarradas.

## Subespecies
El Anthus correndera cuenta con cuatro subespecies:
- Anthus correndera calcaratus
- Anthus correndera catamarcae
- Anthus correndera chilensis
- Anthus correndera correndera